# Rod Laver
Rodney George Laver (n. 9 august 1938, Rockhampton, Queensland, Australia) este un fost jucător de tenis australian considerat ca unul dintre cei mai mari tenismeni din istoria acestui sport. Laver a fost Numărul Unu Mondial al tenisului profesionist între 1964 și 1970, acoperind patru ani înainte și trei ani după începutul așa numitei Open Era din 1968. A fost, de asemenea, Numărul Unu al tenisului amator mondial în anii 1961 și 1962.
Cele 200 de titluri căștigate de Laver, în întreaga sa carieră, sunt un record absolut în istoria tenisului. Acest record include și cele 10 titluri sau mai multe pe an, pentru șapte ani consecutivi (1964–1970), record neegalat, de asemenea. Tenismenul australian a excelat pe toate suprafețele de joc ale timpului său: iarbă, zgură, suprafețe tari, mochetă și lemn/parchet.
În ciuda faptului că a fost interzis să joace în turneele Marelui Șlem pentru o perioadă de cinci ani, înaintea deschiderii din 1968 a Open Era, Laver este posesorul absolut a altor 11 titluri individuale. Australianul este singurul jucător din lume care a reușit să realizeze căștigarea celor patru turnee ale Grand Slam-lui într-un singur an, în 1962 și 1969, iar ultima performanță îl menține ca singurul tenisman care a reușit aceasta în Open Era. Laver a câștigat opt titluri înainte de profesionalizarea mondială a tenisului (Pro Slam⁠(d)) din 1968, incluzând "pro Grand Slam" în 1967, contribuind la câștigarea a cinci titluri pentru Australia în cunoscuta competiție Cupa Davis, în perioada în care Cupa Davis fusese considerată ca fiind parte a Marelui Șlem.

## Stil de joc
Deși nu prea înalt, la ai săi 173 de cm, Laver a creat un joc tehnic complet de tipul serviciu-voleu, folosind lovituri din fundul terenului, precise și agresive, complementare jocului său de bază. Comentatorul sportiv Dan Maskell⁠(d), cunoscut și ca „Vocea Wimbledon-ului”,  îi descrie jocul ca fiind „tehnic fără greșeală”.
Fiind stângaci, australianul și-a perfecționat lovitura de servici, care era greu de anticipat, atât ca plasament cât și ca viteză. Loviturile sale din fundul terenului, pe ambele flancuri ale acestuia, erau lovite în topspin⁠(d), similar lobului său pregătitor al unui viitor atac, devenit ulterior o armă caracteristică jocului său complex. Tehnica sa de lovire a mingii era bazată pe rotiri rapide ale umărului, oscilări controlate și un exact simț al timpului și vitezei de execuție. 
Lovitura sa de backhand⁠(d), adesea efectuată în plină viteză, era frecvent realizatoare de puncte. Laver era foarte rapid datorită antebrațului său stâng foarte puternic. Comentatorul Rex Bellamy scria despre tehnica australianului, „Tăria încheieturii mâinii și a acelui antebraț îi dădeau o putere uimitoare fără pierdera controlului. Combinația dintre putere, viteză și acuratețe, dar mai ales tăria încheieturii mâinii îi permiteau să realizeze puncte uimitoare chiar și din afara terenului”. Când se afla la fileu, juca voleuri câștigătoare. În special pe backhand, putea lovi mingea din unghiuri foarte dificile. Tenismenul era, de asemenea, greu de pasat, datorită vitezei sale de reacție și de sprint. Dacă era atacat la fileu și trebuia să se retragă în fundul terenului, era adesea capabil de contra-lovituri surprinzător de periculoase.